# Cumbal
Cumbal är en 4 764 meter hög stratovulkan i Nariño, Colombia. Den är den mest sydliga av de vulkaner i Colombia som varit aktiva i historisk tid.
Vulkanen var haveriplatsen för TAME Flight 120, som kraschade på en av sluttningarna medan det flög mot Tulcán den 28 januari 2002. Det fanns inga överlevande efter katastrofen.